# 씨네프
씨네프(CineF)는 티캐스트가 운영하는 영화 채널로 2010년 8월 1일에 개국하였다. 케이블TV를 통해 시청할 수 있으며 2013년 10월을 기점으로 IPTV를 통해서 전파하고 있다.